# Alkington (Shropshire)
Alkington – wieś w Anglii, w hrabstwie Shropshire. Leży 25 km na północ od miasta Shrewsbury i 237 km na północny zachód od Londynu.